# Phrygionis miura
Phrygionis miura är en fjärilsart som beskrevs av Louis Beethoven Prout 1911. Phrygionis miura ingår i släktet Phrygionis och familjen mätare. Inga underarter finns listade i Catalogue of Life.